# Sakùntala

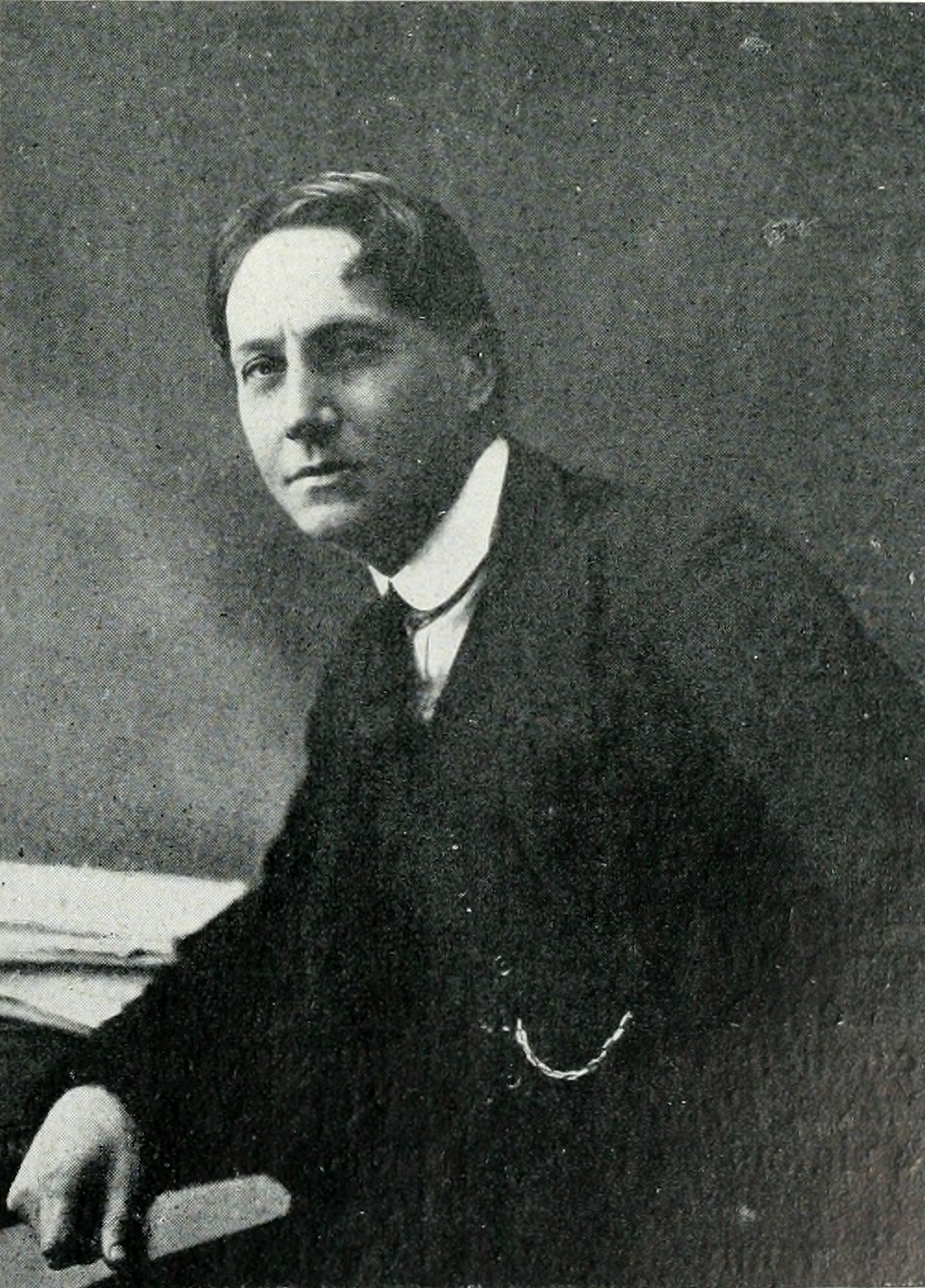
Franco Alfano

La leggenda di Sakùntala (reviderad som Sakùntala 1952) är en italiensk opera i tre akter med musik och text av Franco Alfano efter Kālidāsas drama Abhijñānaśākuntalam.

## Premiär, förlust, rekonstruktion, återupptäckande
Alfano komponerade verket mellan åren 1914-20 och hade premiär den 10 december 1921 på Teatro Comunale i Bologna. Under andra världskriget antogs originalpartituret ha blivit förstört under ett av de allierades bombanfall. Partituret förvarades hos Alfanos förläggare Ricordi, så Alfano rekonstruerade operan och den framfördes på nytt på Teatro dell'Opera i Rom den 5 januari 1952 med den förkortade titeln Sakùntala. Under förberedelserna för en nypremiär i Rom i april 2006 upptäcktes en kopia av originalpartituret från 1921 i Ricordis arkiv, och operan framfördes för första gången i modern tid under originaltiteln La leggenda di Sakùntala. Allmänt betraktad såsom Alfanos bästa verk, trots att den sällan har framförts sedan dess, spelades operan sju gånger i italiensk radio mellan premiären och 1979. Dessa radioföreställningar spelades med sopranerna Magda Olivero, Anna de Cavalieri och Celestina Casapietra i titelrollen. Operan iscensattes på opera Wexford Opera Festival 1982 och som konsertversion den 19 november 2013 av Teatro Grattacielo i New York.

## Personer
| Roller                         | Stämma      | Premiärbesättning 10 december 1921 (Dirigent: Tullio Serafin) | Rekonstruerad version 5 januari 1952 (Dirigent: Gianandrea Gavazzeni) |
| ------------------------------ | ----------- | ------------------------------------------------------------- | --------------------------------------------------------------------- |
| Sakùntala, en ung prinsessa    | sopran      | Augusta Concato-Piccaluga                                     | V P Aguero                                                            |
| Priyamvada, Sakùntalas väninna | mezzosopran | Anna Manarini                                                 | Fernanda Cadoni                                                       |
| Anusuya, Sakùntalas väninna    | sopran      | Gina Pedroni                                                  | Mafalda Micheluzzi                                                    |
| Kungen                         | tenor       | Nino Piccaluga                                                | Roberto Turrini                                                       |
| Hans vapenbärare               | baryton     | Luigi Bolpagni                                                | Titta Ruffo                                                           |
| Kanva, eremitledaren           | bas         | Bruno Carmassi                                                | Giulio Neri                                                           |
| En ung ermit                   | tenor       | Carlo Bonfanti                                                | Adelio Zagonara                                                       |
| Durvasas, en asket             | bas         | Enrico Spada                                                  | Bruno Sbalchiero                                                      |
| Harita                         | bas         | Ugo Cannetti                                                  | Carlo Platania                                                        |
| En fiskare                     | tenor       | Edmondo Orlandi                                               | Paolo Caroli                                                          |
| En vakt                        | bas         |                                                               | Virgilio Stocco                                                       |

## Handling

### Akt 1
En kung träffar prinsessan Sakùntala när han är på jakt med sina män. Hon har vuxit upp i ett eremitkloster i närheten. Kungen uppvaktar henne och lovar att återvända. Han ger henne en ring för att hon ska minnas honom.

### Akt 2
Sakùntala dagdrömmer om kungen och hör inte när eremiten Durvasas bankar på klosterporten för att komma in. Förargad förbannar han Sakùntala och siar att kungen inte kommer att minnas henne. Sakùntala ber ett moln att föra ett bud till kungen. Harita återvänder till klostret och berättar för Sakùntala att hon är med barn.

### Akt 3
Kungen är rastlös och inte road av danserskornas uppvisning. Sakùntala anländer med sitt följe men när hon ska visa fram ringen för kungen märker hon att den är borta. Förbannelsen är uppfylld och Sakùntala rusar ut för att dränka sig. Men en fiskare har hittat ringen och ger den till kungen, som plötsligt minns Sakùntala. Tjänarna kommer med Sakùntalas nyfödda barn och kungen skriker av ångest. Sakùntalas röst hörs från himlen (hon fördes bort i ett moln av eld) och hon förutspår att barnet ska bli den nya tidens hjälte. Alla knäböjer och hyllar den nyfödde.